# Liste der Monuments historiques in Dommartin-le-Franc
Die Liste der Monuments historiques in Dommartin-le-Franc führt die Monuments historiques in der französischen Gemeinde Dommartin-le-Franc auf.

## Liste der Immobilien
| Bezeichnung    | Beschreibung                                                                                     | Standort                          | Kennzeichnung | Schutzstatus | Datum | Bild |
| -------------- | ------------------------------------------------------------------------------------------------ | --------------------------------- | ------------- | ------------ | ----- | ---- |
| Obere Gießerei | Gusshalle mit Hochofen, Kohlenhalle und Hammermühle, 1830er Jahre; heute Museum Metallurgic Park | 13 rue du Maréchal-Leclerc (Lage) | PA00079049    | Classé       | 1986  |      |

## Liste der Objekte
| Bezeichnung              | Beschreibung                                                  | Standort                       | Kennzeichnung | Schutzstatus | Datum | Bild |
| ------------------------ | ------------------------------------------------------------- | ------------------------------ | ------------- | ------------ | ----- | ---- |
| Gemälde Heiliger Martin  | Ölfarbe auf Leinwand, um 1768 von François-Guillaume Ménageot | in der Kirche St-Martin (Lage) | PM52000405    | Classé       | 1975  |      |
| Skulptur Heilige Barbara | mit Stifterfigur; Stein, farbig gefasst, 16. Jahrhundert      | in der Kirche St-Martin (Lage) | PM52000404    | Classé       | 1965  |      |